# Beckmannwerft
Die Beckmannwerft war eine Reparatur- und Umbauwerft in Cuxhaven, die 1920 zunächst als Sanftleben & Co. gegründet, 1942 in Beckmannwerft umbenannt und 1971 an die Schiffbau-Gesellschaft Unterweser verkauft wurde, die 1972 mit F. Schichau AG fusionierte. 1981 wurde der Betrieb in Cuxhaven geschlossen.

## Geschichte

### Vorgeschichte

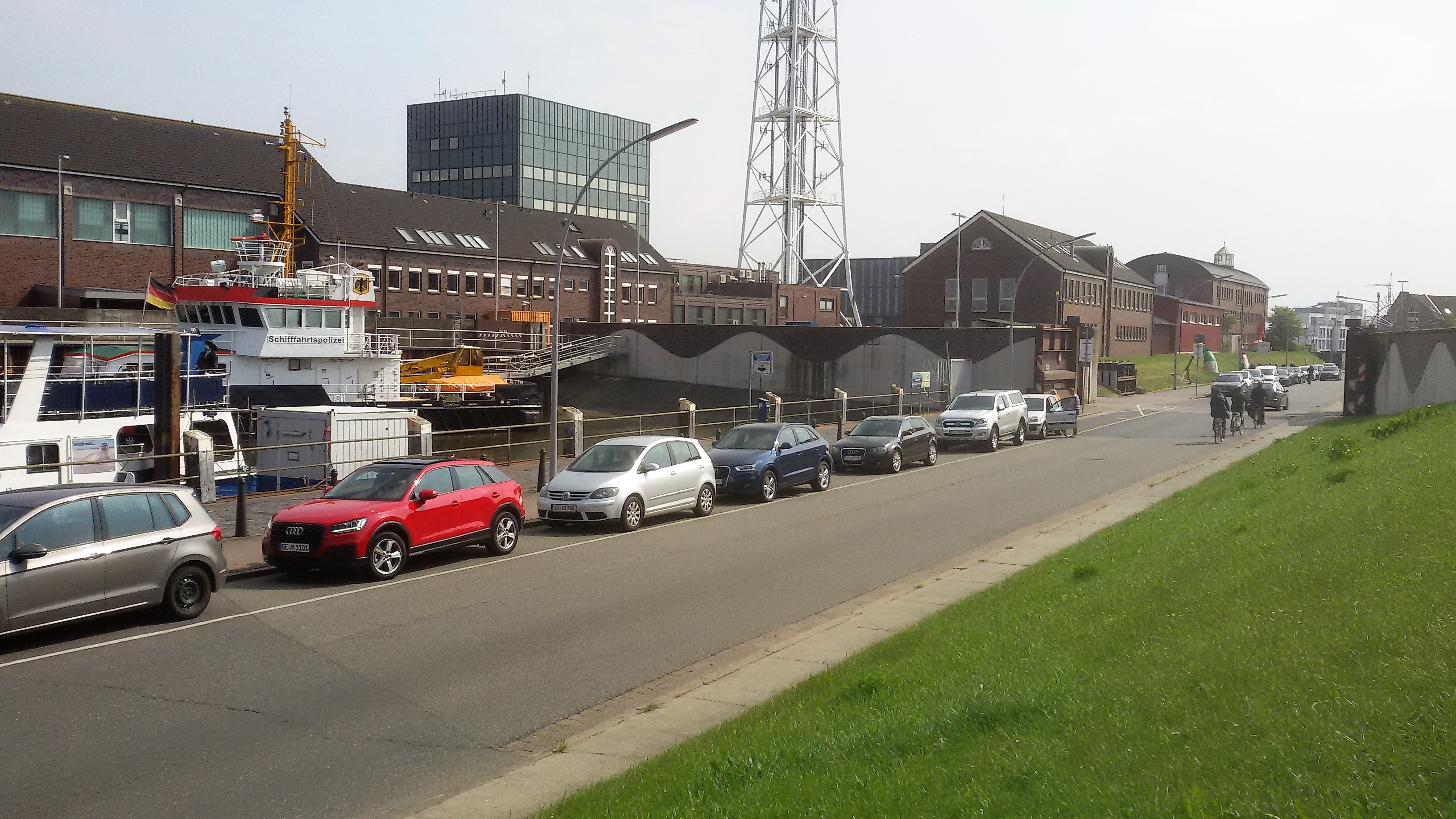
Ehemaliger Standort der Beckmannwerft – heute Sitz des Wasserstraßen- und Schifffahrtsamtes Cuxhaven

Vorläufer der Werft war der 1818 gegründete Handwerksbetrieb Schiffsanker- und Kettenschmiede Sanftleben, die vor allem Schiffsanker, Ketten, Fahrwassertonnen und andere Stahlteile wie Blöcke und Beschläge herstellte. Als nach dem Ersten Weltkrieg in Cuxhaven der Alte Fischereihafen erweitert wurde, musste der Betrieb weichen und verlagerte 1919 seinen Standort an das Südende des Ewerhafens – heute Standort des Wasserstraßen- und Schifffahrtsamtes Cuxhaven.

### Sanftleben & Co. (1920–1942)
Nachdem 1919 Otto-Georg Beckmann als Partner und Mitinhaber in den Betrieb von Hermann Sanftleben eingetreten war, gründeten die beiden am 1. Januar 1920 die Firma Sanftleben & Co. und erweiterten die bisherige Schmiede zum Werftbetrieb. 1930 wurde Otto-Georg Beckmann alleiniger Inhaber der Werft, die ihren Namen mit dem Zusatz „Inhaber O. Beckmann“ zunächst behielt.
Der Betrieb beschäftigte 1920 rund 80 Mitarbeiter, deren Zahl noch in den 1920er Jahren auf rund 200 Beschäftigte anstieg. Die beiden Inhaber bauten die Werft konsequent aus: Bereits 1920 richteten sie eine neue Maschinenhalle ein, dazu kamen Werkstatt-, Kontor- und Wohngebäude sowie eine Metallgießerei. 1927 und 1929 folgte der Bau von zwei Slipanlagen von 41 und 55 Metern für Schiffe von 400 bzw. 1500 Tonnen. 1936 kam noch eine dritte Slipanlage für Schiffe bis 76 Metern bzw. 2000 Tonnen dazu, ebenso ein schienengebundener Kran. Hauptbetätigungsfelder der Werft bildeten neben den weiterhin vorgenommenen Schmiedearbeiten nun auch Schiffsreparaturen, Umbauten und Verlängerungen von Fischereifahrzeugen, Küstenschiffen, Lotsendampfern und Behördenfahrzeugen, ab 1938 auch von Schiffen der Kriegsmarine, die wieder in Cuxhaven stationiert worden war.
Auch in die Arbeitskämpfe dieser Zeit war der Betrieb einbezogen: Als nach dem Ersten Weltkrieg die Arbeitgeber beabsichtigten, wieder den 9-Stunden-Tag einzuführen, führte diese auf der Beckmann- und der Mützelfeldtwerft 1924 zu einer sechswöchigen Aussperrung der Werftarbeiter. Letztendlich blieb es beim 8-Stunden-Tag und die geleistete 9. Stunde wurde als Überstunde bezahlt.

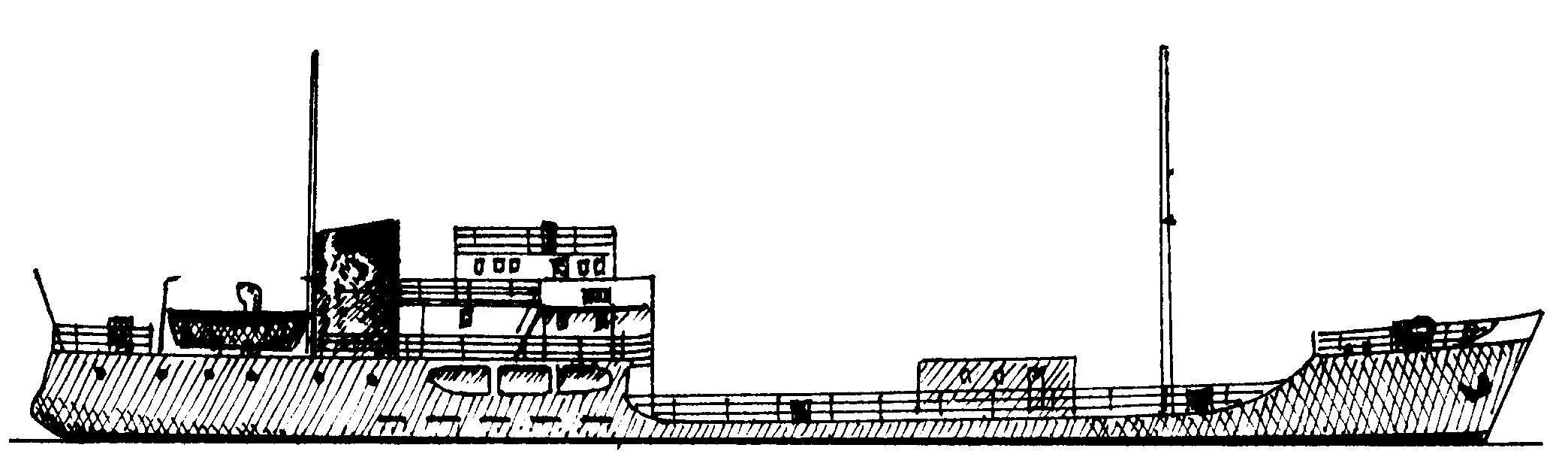
Tankschiff Harriet E.

### Beckmannwerft (1942–1971)
Während des Zweiten Weltkrieges war die Kriegsmarine Hauptauftraggeber der Werft. Auf dem 1942 in Beckmannwerft umbenannten Betrieb wurden vor allem Minensuchboote und Vorpostenboote überholt, repariert und umgebaut. Die Zahl der Beschäftigten stieg in dieser Zeit auf rund 350 Mitarbeiter. Zu den 245 deutschen Beschäftigten auf der Beckmannwerft im Jahr 1942 sind noch einmal 50 ausländische Zivilarbeiter zu rechnen.

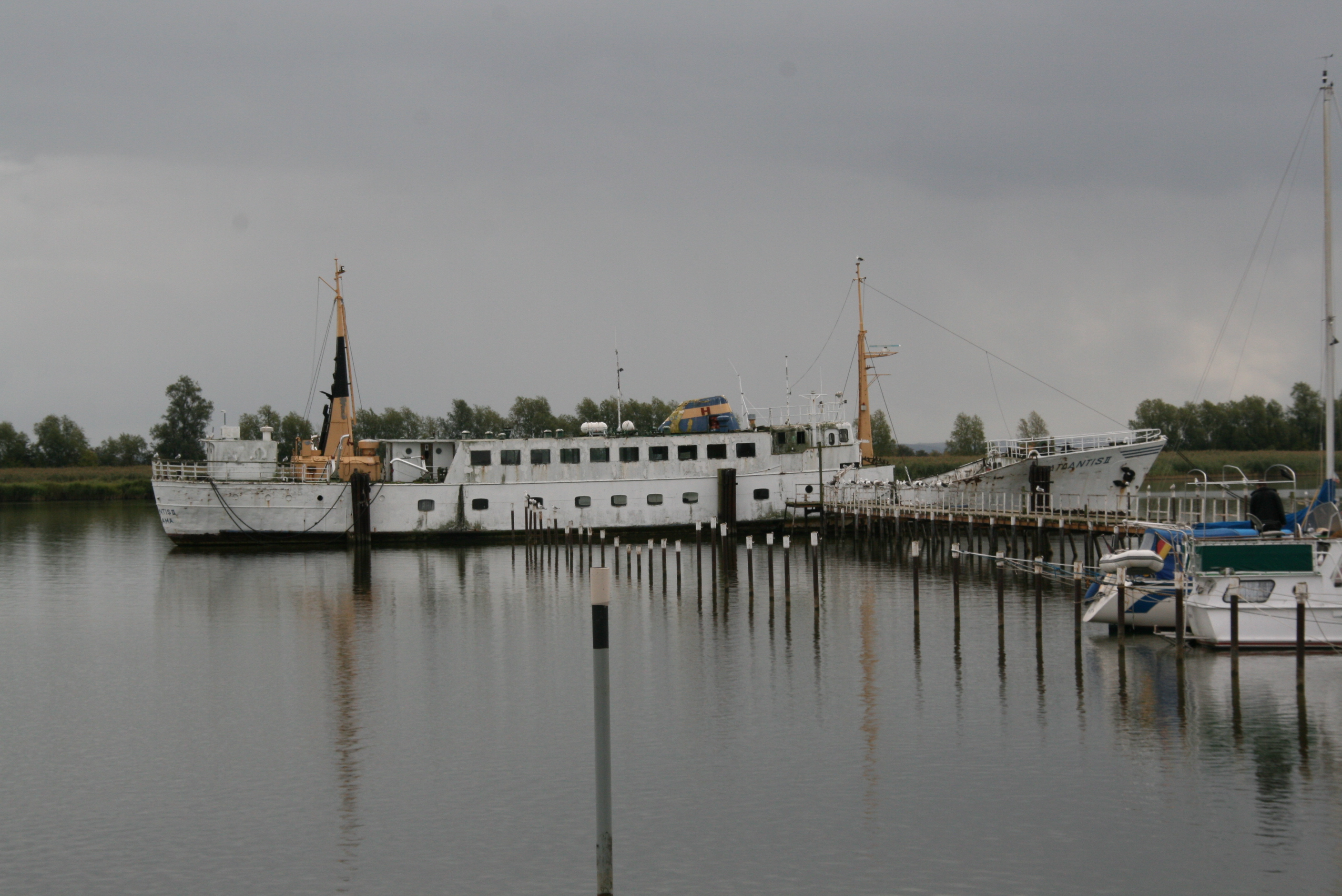
Seebäderschiff Atlantis im Jahre 2008

Nach dem Zweiten Weltkrieg konnte die Werft ohne Einschränkungen durch Kriegsschäden oder Demontagen weiterarbeiten. Sie übernahm zunächst auch werftfremde Aufträge, wie die Reparatur von Straßenbahnen aus Dortmund. Wichtiger war die Reparatur von im Krieg gesunkenen und wieder gehobenen Schiffen, daneben Umbauten, Modernisierungen und Verlängerungen. Bei mehreren Aufträgen arbeitete die Beckmannwerft mit der benachbarten Mützelfeldtwerft zusammen – so bei dem 1944 halbfertig gebauten Wassertanker Meerkatze der Kriegsmarine, den die beiden Werften zum Fischereischutzschiff umbauten, oder das Feuerschiff Außenjade aus dem Jahr 1903. Verlängerungen wurden unter anderem beim Küstenmotorschiff Hermann-Hans vorgenommen, das heute als Museumsschiff in Stade liegt. Auch das Tankmotorschiff Harriet E., ebenfalls als Wassertanker begonnen und nach dem Krieg von der Beckmannwerft gekauft, wurde auf eigene Rechnung verlängert ebenso wie das Seebäderschiff Atlantis (I). Ab 1957 wurden auch Schiffe der Bundesmarine – insbesondere Minensuchboote und Schnellboote – auf der Werft überholt und repariert. Als einzige Neubauten stellte die Werft Mitte der 1950er Jahre zwei Klappschuten (Wc 101 und Wc 102) für die Baufirma Philipp Holzmann her.
Die Krise der Werft begann Ende der 1960er Jahre, als die Bundesmarine ihre Schiffe aus Cuxhaven nach Wilhelmshaven verlegte, die Fischfangflotten von Seitentrawlern auf größere Heckfänger umgestellt wurden und gleichzeitig im Frachtverkehr die Umstellung von Stückgutfrachtern auf größere Containerschiffe begann. Damit brachen der Werft die Kunden weg. Für größere Schiffe reichten weder der Platz im Ewerhafen noch die Slipanlagen der Werft. Gleichzeitig konnten sich die Inhaber Otto-Georg Beckmann aus Altersgründen und dem 1946 als Juniorchef eingesetzten Sohn Rolf Beckmann aus gesundheitlichen Gründen nicht mehr voll der Firmenleitung widmen. Daher entschloss sich die Familie nach dem Tod von Otto-Georg Beckmann 1967 zum Verkauf der Werft.

### Schiffbau-Gesellschaft Unterweser AG und Schichau Unterweser (1971–1981)
Neuer Eigentümer der Werft wurde zum 1. Januar 1971 die Schiffbau-Gesellschaft Unterweser AG (SGU) in Bremerhaven. Die SGU setzte den Werftbetrieb in Cuxhaven als Zweigbetrieb fort. Der Betrieb litt weiterhin an einer zu geringen und nicht kostendeckenden Auslastung. Zu diesem Zeitpunkt beschäftigte der Standort Cuxhaven rund 165 Mitarbeiter. Gleichzeitig führte die Werftenkrise der 1970er Jahre mit verschärftem internationalen Wettbewerb zu Fusionen auch in Deutschland. Die SGU schloss sich 1972 mit der ebenfalls in Bremerhaven ansässigen F. Schichau AG zur Schichau Unterweser AG (SUAG) zusammen. Die SUAG verfügte nach der Fusion über vier Betriebe mit etwa 1500 Beschäftigten. Auch der neuen Firmengruppe gelang keine dauerhafte Verbesserung der wirtschaftlichen Lage. Die SUAG schloss daher den Zweigbetrieb in Cuxhaven zum 1. Februar 1981.
Ein Jahr später erwarb die Cuxhavener Mützelfeldtwerft den Betrieb, um die Gründung einer neuen Werft zu verhindern. Auf dem Gelände entstand ab 1991 der Neubau des Wasserstraßen- und Schifffahrtsamtes Cuxhaven.

## Umbauten und Verlängerungen der Beckmannwerft (Auswahl)
- Küstenmotorschiff Hermann Hans[11]
- Stückgutfrachter Raffelberg[12]
- Motorschiff Erik Seyd[13]
- Seebäderschiff Atlantis (I)
- Tankmotorschiff Harriet E.
- Fischereischutzboot Meerkatze
- Feuerschiff Außenjade[14]
- Neuwerkversorger Nige Ogge